# Altaveu de línia de transmissió

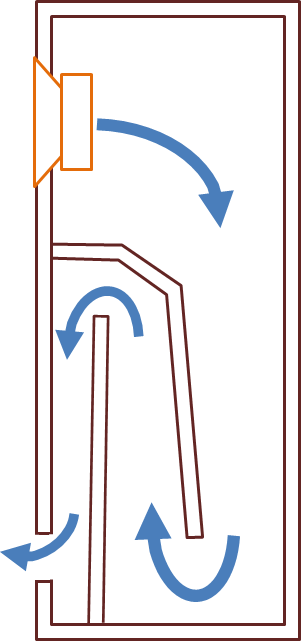
Aquesta imatge és en realitat una banya plegada invertida. Es distingeix d'un autèntic recinte de línia de transmissió, que té la mateixa amplada de ventilació a tot arreu, per tenir una gola més ampla que l'obertura del port.

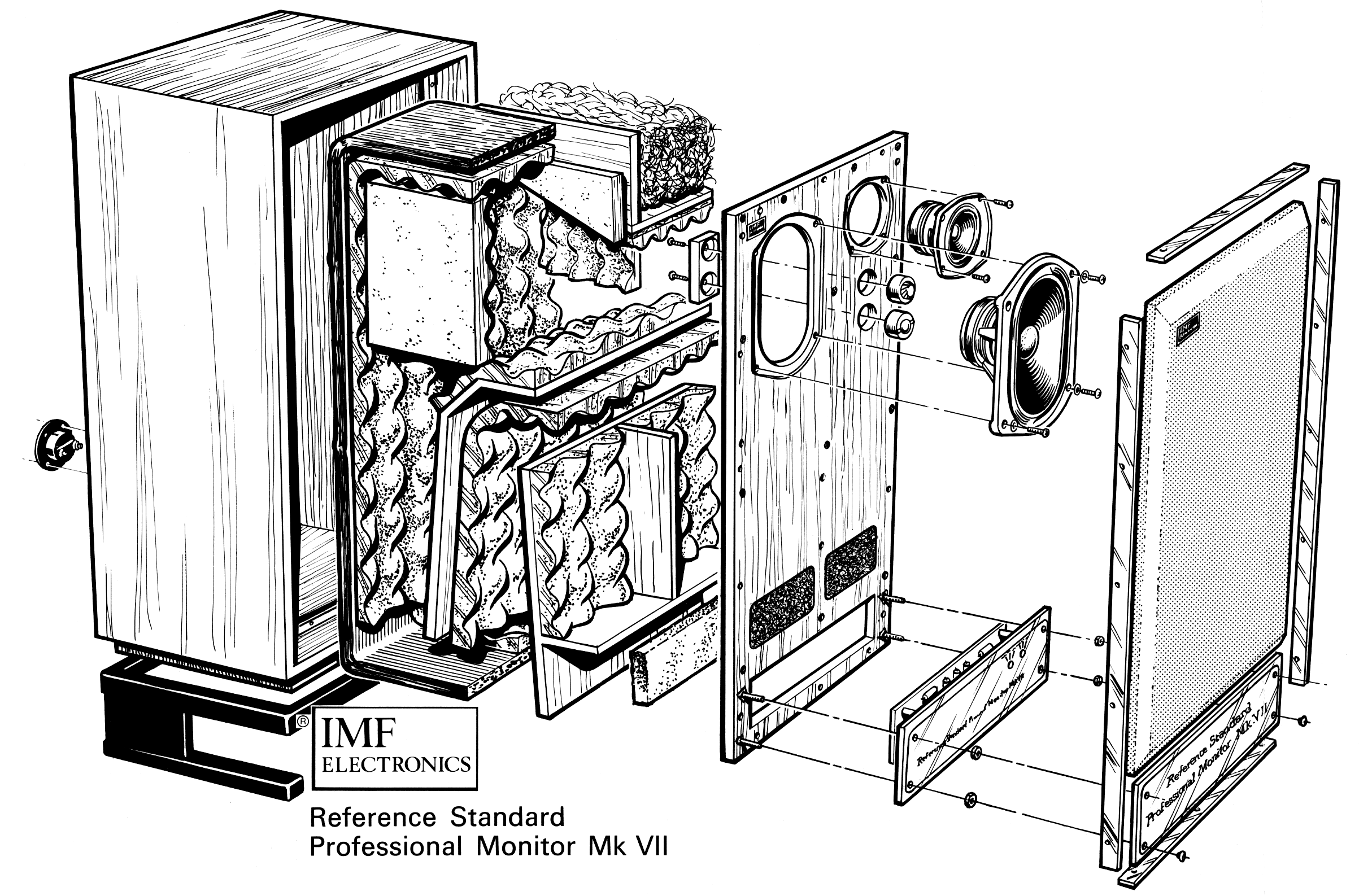
Dibuix seccionat d'un sistema d'altaveus de línia de transmissió comercial de 4 vies, l'IMF Reference Standard Professional Monitor Mk VII (al voltant de 1982). El recinte és 104 cm alt (116 cm al seu suport), 43 cm de profunditat i 50 cm d'ample, amb un volum brut de caixa d'uns 218 litres. L'eficiència utilitzant el soroll rosa a 1 metre és 80-82 dB a 1 watt, depenent de la configuració del filtre/equalització. La resposta de freqüència es va citar a 17 Hz a 40 kHz, amb freqüències de creuament de 350 Hz, 3 kHz i 13 kHz. Les unitats motrius constaven d'un 30 by 21 cm woofer d'estirè/fibra de vidre, 13 cm gamma mitjana de polímer dissenyat, 4.5 cm tweeter amortit per ferrofluid, i 2 cm tweeter d'alta freqüència de cúpula química amortida per ferrofluid.

Un altaveu de línia de transmissió és un disseny de caixa d'altaveus que utilitza la topologia d'una línia de transmissió acústica dins de l'armari, en comparació amb els caixes més simples utilitzats per dissenys segellats (tancats) o portats (reflex de baix). En lloc de reverberar en un recinte amortit bastant senzill, el so de la part posterior de l'altaveu de greus es dirigeix a una llarga via amortida (generalment plegada) dins del recinte de l'altaveu, que permet un control i un ús molt més gran de l'energia dels altaveus i el so resultant.
Dins d'un altaveu de línia de transmissió (TL) hi ha una via (generalment plegada) cap a la qual es dirigeix el so. La via sovint està coberta amb diferents tipus i profunditats de material absorbent, i pot variar de mida o conicitat, i pot estar oberta o tancada a l'extrem més llunyà. Si s'utilitza correctament, aquest disseny garanteix que les ressonàncies i energies no desitjades, que d'altra manera causarien efectes auditius indesitjables, s'absorbeixin o es redueixin de manera selectiva ("amortida") a causa dels efectes del conducte o, alternativament, només surtin de l'extrem obert en fase. amb el so irradiat des de la part frontal del controlador, millorant el nivell de sortida ("sensibilitat") a les freqüències baixes. La línia de transmissió actua com una guia d'ones acústica i el farciment redueix la reflexió i la ressonància, i també alenteix la velocitat del so dins del gabinet per permetre una millor sintonia.
Els dissenys d'altaveus de línia de transmissió són més complexos d'implementar, cosa que dificulta la producció en massa, però els seus avantatges han portat a l'èxit comercial de diversos fabricants com IMF, TDL i PMC. Com a regla general, els altaveus de la línia de transmissió tendeixen a tenir una resposta de baixa freqüència excepcionalment alta fidelitat molt per sota de la d'un altaveu o subwoofer típic, arribant al rang infrasònic (la gamma de monitors d'estudi de la companyia britànica TDL dels anys noranta va citar les seves respostes de freqüència com a principis tan baixos). com 17 Hz depenent del model amb una sensibilitat de 87 dB per 1 W @ 1 metre), sense necessitat d'un recinte o controlador separat. Acústicament, els altaveus TL es desplacen més lentament (menys abruptament) a freqüències baixes, i es creu que proporcionen un millor control del controlador que els dissenys estàndard de caixes de ventilació, són menys sensibles al posicionament i tendeixen a crear un escenari sonor molt ampli. . Els altaveus TL moderns es van descriure en una revisió de l'any 2000 com "que coincideixen amb els dissenys de gabinet reflex en tots els aspectes, però amb una octava addicional de greus, una distorsió LF més baixa i un equilibri de freqüència que és més independent del nivell d'escolta".
Encara que és més complex de dissenyar i ajustar, i no és tan fàcil d'analitzar i calcular com altres dissenys, el disseny de la línia de transmissió és valorat per diversos fabricants més petits, ja que evita molts dels principals desavantatges d'altres dissenys d'altaveus. En particular, els paràmetres bàsics i les equacions que descriuen dissenys segellats i reflex s'entenen bastant bé, la gamma d'opcions implicades en un disseny de línia de transmissió significa que el disseny general es pot calcular una mica, però l'ajust final de la línia de transmissió requereix una atenció considerable i és menys fàcil d'automatitzar.

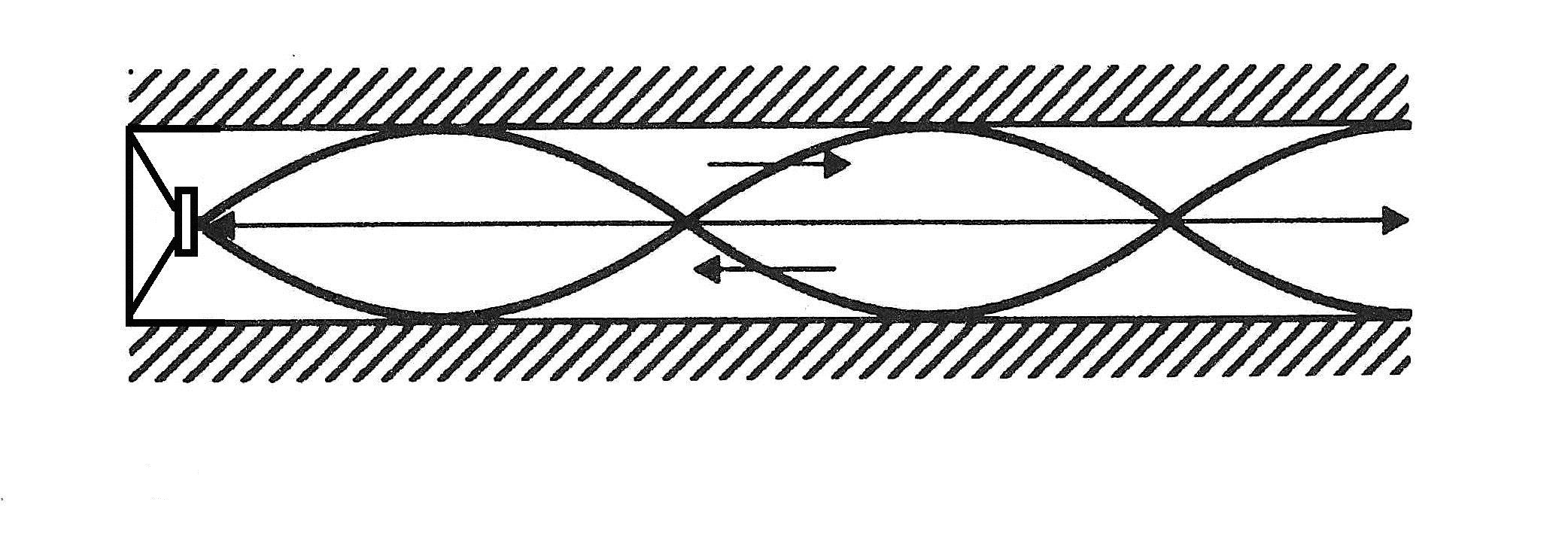
Fig. 1 - Relació entre longitud de TL i longitud d'ona

## Propòsit i visió general del disseny
Una línia de transmissió s'utilitza en el disseny d'altaveus per reduir les distorsions relacionades amb el temps, la fase i la ressonància, i en molts dissenys per obtenir una extensió excepcional dels baixos a l'extrem inferior de l'oïda humana i, en alguns casos, l'infrasònic proper (per sota de 20). Hz). La gamma d'altaveus de referència de la dècada de 1980 de TDL (ara descatalogada) contenia models amb rangs de freqüència de 20 Hz cap amunt, fins a 17 Hz cap amunt, sense necessitat d'un subwoofer separat.

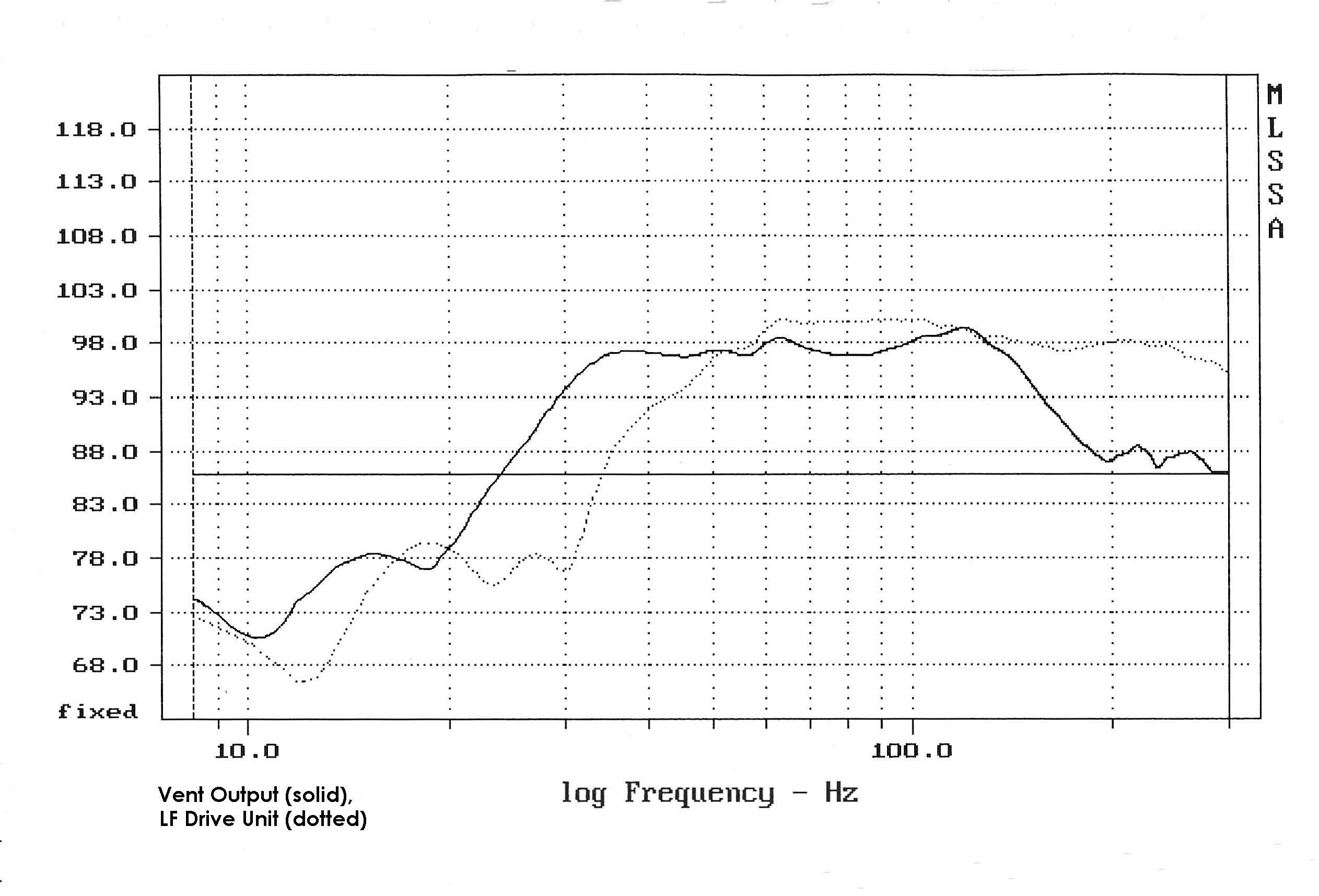
Fig. 2 - Mesura de la resposta en freqüència (magnitud) de la unitat d'accionament i les sortides TL

## Principis de disseny
La inversió de fase s'aconsegueix seleccionant una longitud de línia que sigui igual al quart de longitud d'ona de la freqüència més baixa objectiu. L'efecte s'il·lustra a la figura 1, que mostra un límit dur en un extrem (l'altaveu) i la sortida de línia oberta a l'altre. La relació de fase entre el controlador de baix i la ventilació està en fase a la banda de pas fins que la freqüència s'acosta al quart de longitud d'ona, quan la relació arriba als 90. graus com es mostra. Tanmateix, en aquest moment la ventilació està produint la major part de la sortida (Fig. 2). Com que la línia funciona durant diverses octaves amb la unitat d'accionament, l'excursió del con es redueix, proporcionant SPL més alts i nivells de distorsió més baixos, en comparació amb els dissenys de caixa d'altaveus de reflex de graves i deflectors infinits.